# Thomas Hansen (fodboldspiller)
 For alternative betydninger, se Thomas Hansen. (Se også artikler, som begynder med Thomas Hansen)
Thomas Hansen (født 18. januar 1983) er en tidligere dansk fodboldspiller. Han startede i Hvidovre IF, hvorfra han som junior skiftede til Brøndby IF. Han skiftede på fri transfer til AGF pr. 1. januar 2006 på en 3-årig kontrakt, da han ikke kunne tilspille sig en fast plads i Brøndby. Kontrakten blev allerede forhandlet på plads i sommeren 2005, men han skiftede først pr. 2006. Han blev hurtigt fast mand i midterforsvaret, men i foråret 2007 mistede han sin stamplads blandt andet på grund af skader.
I januar 2008 skiftede han til 1. divisionsholdet Silkeborg IF på en lejekontrakt.
I sommeren 2013, udløb hans kontrakt med SønderjyskE, som ikke ønskede at forlænge. 
Måneden efter skrev Brønshøj kontrakt med Thomas Hansen.
Thomas Hansen var i Brønshøj i en sæson og skiftede efterfølgende til Hobro, der netop var rykket op i Superligaen.